# Rhodesiella neofemoralis
Rhodesiella neofemoralis är en tvåvingeart som beskrevs av Curtis W. Sabrosky 1977. Rhodesiella neofemoralis ingår i släktet Rhodesiella och familjen fritflugor. Inga underarter finns listade i Catalogue of Life.